# Tallerkenmuslinger
Tallerkenmuslinger er muslinger i familien Tellinidae. Det er marine arter, der er udbredt over hele Jorden, og findes især på lavt vand, hvor de ligger nedgravet i sand og dynd.

## Klassifikation
Familie: Tellinidae
- Slægt: Cymatoica
- Slægt: Exotica
- Slægt: Florimetis
- Slægt: Gastrana
- Slægt: Leporimetis
- Slægt: Macalia
- Slægt: Macomatellina
- Slægt: Temnoconcha
- Underfamilie: Tellininae
  - Slægt: Arcopagia
  - Slægt: Scutarcopagia
  - Slægt: Strigilla
  - Slægt: Tellidora
  - Slægt: Tellina
    - Almindelig tallerkenmusling T. tenuis. Denne art, på omkring 25 millimeter, er almindelig i Nordsøen. Skaller er almindelige at finde på stranden ved Vestkysten, men er sjældne øst for Skagen.
    - Stribet tallerkenmusling T. fabula
- Underfamilie: Macominae
  - Slægt: Apolymetis
  - Slægt: Macoma (Eks. Østersømusling M. balthica)
  - Slægt: Psammotreta